# Flaignes-Havys
Flaignes-Havys est une commune française située dans le département des Ardennes, en région Grand Est.

## Géographie

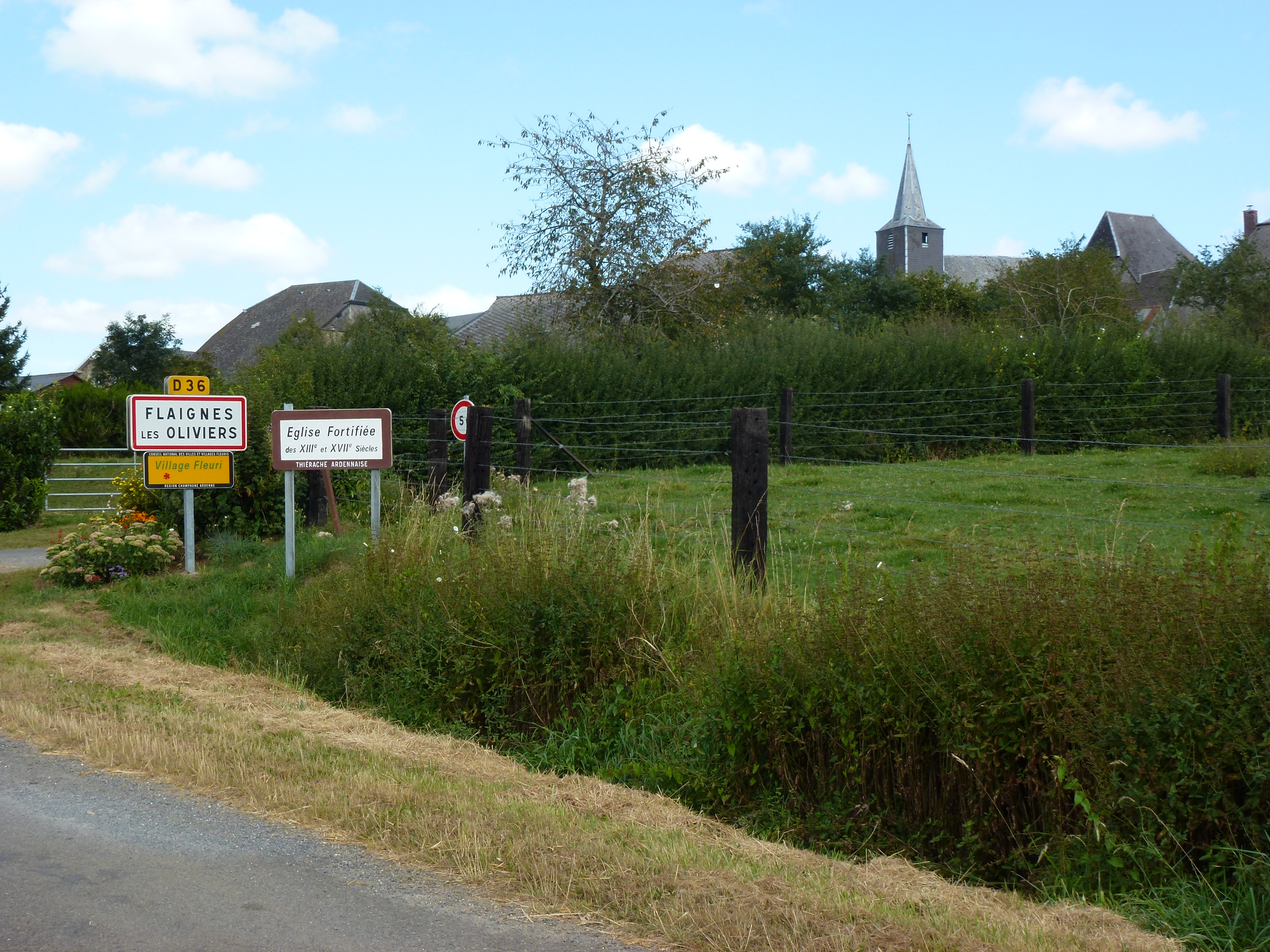
Entrée de Flaignes-les-Oliviers.
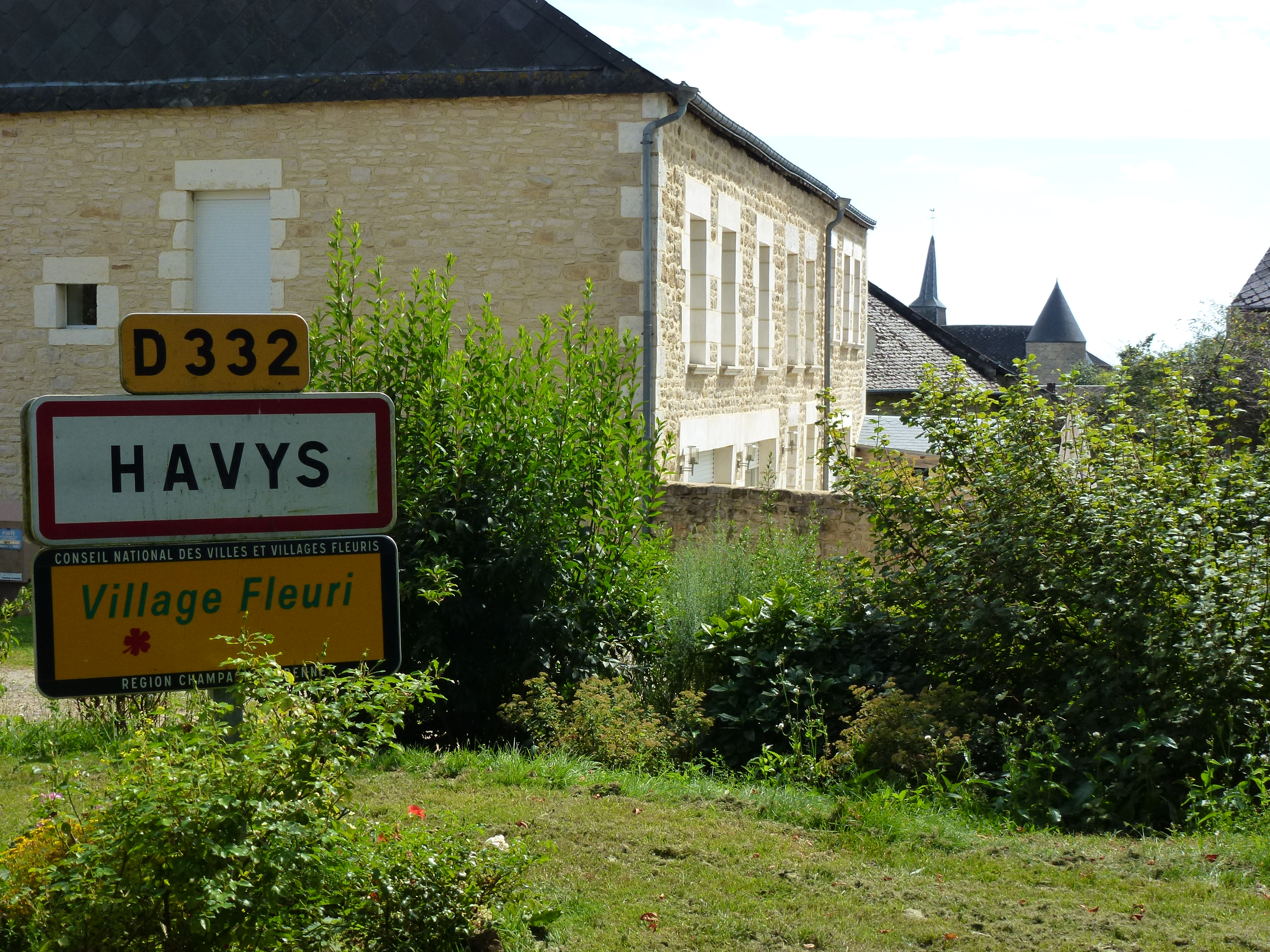
Entrée de Havys.

### Communes limitrophes
| Girondelle | Maubert-Fontaine | Marby   |
| Estrebay   | Flaignes-Havys   |         |
| Prez       | Logny-Bogny      | Cernion |

### Hydrographie
La commune est traversée par la ligne de partage des eaux entre  les bassins hydrographiques Rhin-Meuse et Seine-Normandie. Elle est drainée par la Sormonne, l'Aube, le ruisseau de Wagny, le ruisseau de la Ste-Anne et le cours d'eau 01 des Andignys,.
La Sormonne, d'une longueur de 56 km, prend sa source dans la commune de Taillette et se jette  dans la Meuse à Warcq, après avoir traversé 23 communes.

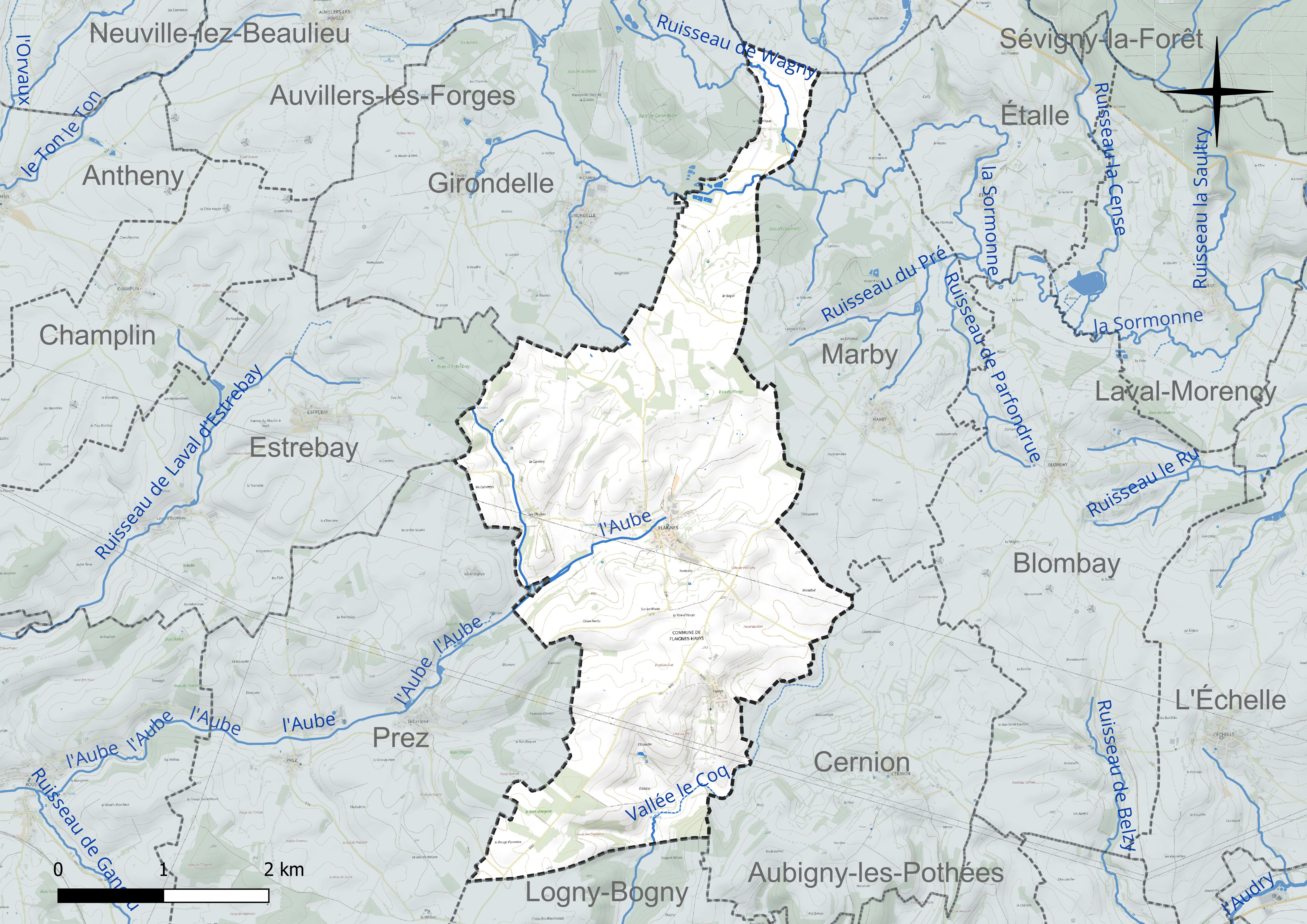
Réseau hydrographique de Flaignes-Havys.

L'Aube, d'une longueur de 18 km, prend sa source dans la commune  et se jette  dans le Ton à Hannapes, après avoir traversé cinq communes.

### Climat
Pour des articles plus généraux, voir Climat du Grand Est et Climat des Ardennes.
En 2010, le climat de la commune est de type climat de montagne, selon une étude du Centre national de la recherche scientifique s'appuyant sur une série de données couvrant la période 1971-2000. En 2020, Météo-France publie une typologie des climats de la France métropolitaine dans laquelle la commune est exposée à un climat océanique altéré et est dans la région climatique Nord-est du bassin Parisien, caractérisée par un ensoleillement médiocre, une pluviométrie moyenne régulièrement répartie au cours de l’année et un hiver froid (3 °C).
Pour la période 1971-2000, la température annuelle moyenne est de 9,3 °C, avec une amplitude thermique annuelle de 15,2 °C. Le cumul annuel moyen de précipitations est de 1 025 mm, avec 14,2 jours de précipitations en janvier et 10,2 jours en juillet. Pour la période 1991-2020, la température moyenne annuelle observée sur la station météorologique de Météo-France la plus proche, « Signy-l'abbaye », sur la commune de Signy-l'Abbaye à 13 km à vol d'oiseau, est de 10,2 °C et le cumul annuel moyen de précipitations est de 1 060,5 mm. 
La température maximale relevée sur cette station est de 40 °C, atteinte le 25 juillet 2019 ; la température minimale est de −20,5 °C, atteinte le 17 janvier 1985,,.
Les paramètres climatiques de la commune ont été estimés pour le milieu du siècle (2041-2070) selon différents scénarios d'émission de gaz à effet de serre à partir des nouvelles projections climatiques de référence DRIAS-2020. Ils sont consultables sur un site dédié publié par Météo-France en novembre 2022.

## Urbanisme

### Typologie
Au 1er janvier 2024, Flaignes-Havys est catégorisée commune rurale à habitat dispersé, selon la nouvelle grille communale de densité à 7 niveaux définie par l'Insee en 2022.
Elle est située hors unité urbaine. Par ailleurs la commune fait partie de l'aire d'attraction de Charleville-Mézières, dont elle est une commune de la couronne,. Cette aire, qui regroupe 132 communes, est catégorisée dans les aires de 50 000 à moins de 200 000 habitants,.

### Occupation des sols
L'occupation des sols de la commune, telle qu'elle ressort de la base de données européenne d’occupation biophysique des sols Corine Land Cover (CLC), est marquée par l'importance des territoires agricoles (96,3 % en 2018), une proportion identique à celle de 1990 (96,3 %). La répartition détaillée en 2018 est la suivante : 
prairies (44,7 %), terres arables (39,3 %), zones agricoles hétérogènes (12,4 %), zones urbanisées (1,9 %), forêts (1,8 %). L'évolution de l’occupation des sols de la commune et de ses infrastructures peut être observée sur les différentes représentations cartographiques du territoire : la carte de Cassini (XVIIIe siècle), la carte d'état-major (1820-1866) et les cartes ou photos aériennes de l'IGN pour la période actuelle (1950 à aujourd'hui).

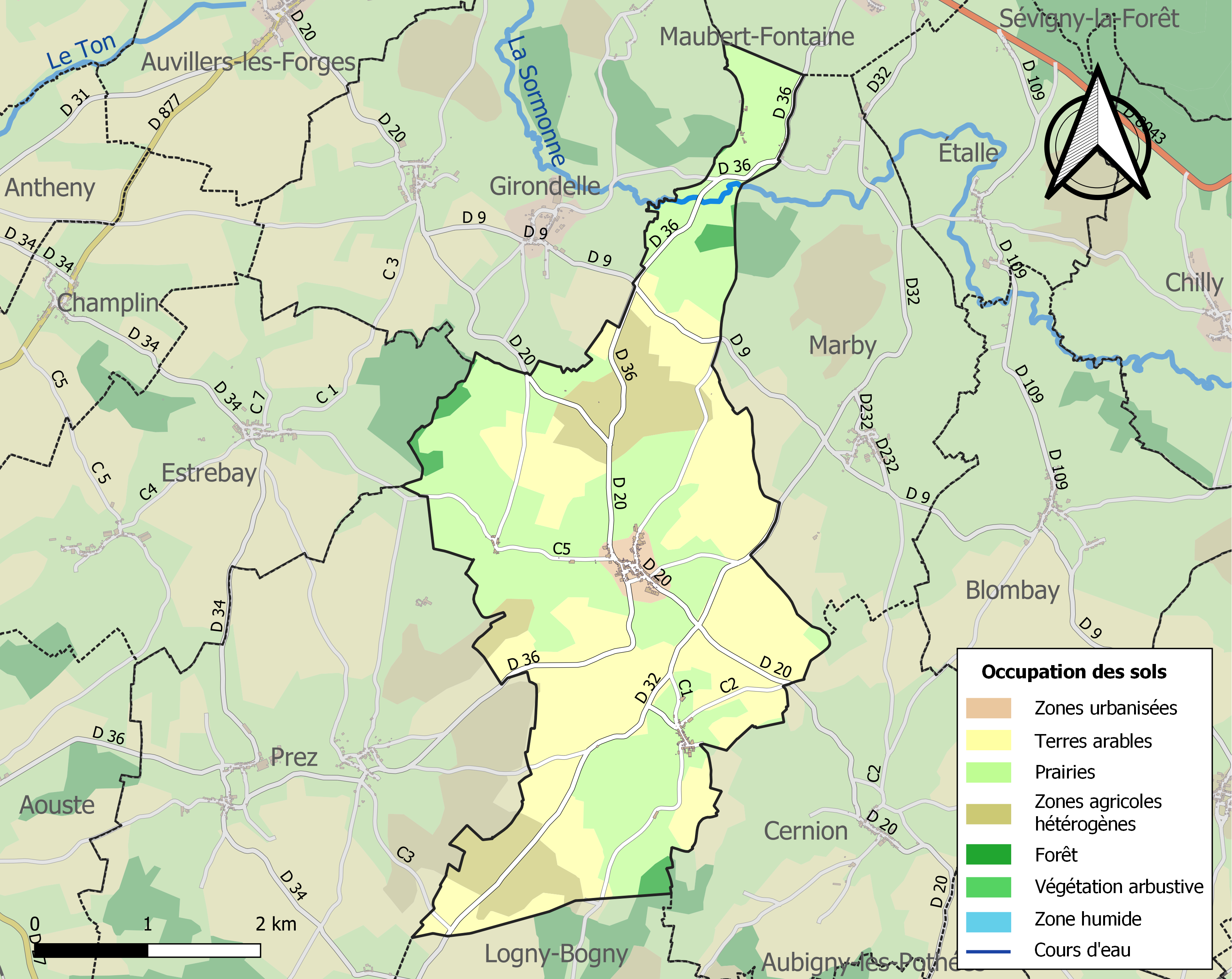
Carte des infrastructures et de l'occupation des sols de la commune en 2018 (CLC).

## Toponymie
Flaignes fait référence l'ancienne commune de Flaignes-les-Oliviers.
Havys fait référence l'ancienne commune de Havys.

## Histoire
Le pays eu beaucoup à souffrir de la guerre de Trente Ans, pendant six années se renouvelèrent des incendies de maisons, des rançons... les habitants Jacques Berlize et Pierre Troyon durent payer une grosse somme pour leur liberté. Après la bataille de Rocroi il ne reste que sept feux en Flaignes. Pour Havys, qui eut à souffrir des mêmes maux, l'église le château brûlèrent, il n'est resté que la maison du forgeron qui subsistait sur les vingt-sept du village.
Le 15 octobre 1912,un habitant de Flaignes-les-Oliviers fit célébrer une messe à l'occasion de la mort de son frère, décédé à Moscou le 15 octobre 1812, à la suite de blessures reçues au cours de la campagne de Russie, qu'il avait faite sous les ordres de Murat, en qualité de sous-officier. C'est M. Arsène Laplanche, bedeau de la paroisse, qui fit célébrer la messe. Or son père, Florestan Laplanche, né en 1769, d'après les registres conservés à la mairie, s'était marié en 1788, et avait eu, en 1789, un fils, Rigobert Laplanche, le sous-officier mort à Moscou. Devenu veuf en 1834, il contracta, en 1835, à l'âge de soixante-six ans, un second mariage, dont il eut un fils unique : Arsène Laplanche, qui fit célébrer la messe en question.
Le 3 août 1916, le maire, Honoré Léon Oudart, l'instituteur, Ernest Hugueville, âgé de 35 ans, un conseiller municipal, Charles Aubry, et deux cultivateurs de la commune furent fusillés à Laon par les Allemands, qui leur reprochaient d'avoir caché et nourri des soldats français égarés à l'intérieur des lignes ennemies. En juin 1921, monsieur Georges Lugol, sous-secrétaire d’État aux Régions libérées, s'est rendu à Flaignes pour rendre hommage à ces personnes.
Les communes de Flaignes-les-Oliviers et d'Havys ont fusionné le 3 mars 1982.

## Politique et administration

### Liste des maires
| Période                                  | Période      | Identité       | Étiquette | Qualité           |
| ---------------------------------------- | ------------ | -------------- | --------- | ----------------- |
| avant 1995                               | mars 2008    | Pierre Chaize  | DVD       |                   |
| mars 2008                                | juillet 2020 | Joël Dunème    | DVD       | Retraité agricole |
| Juillet 2020                             | En cours     | Franck Robquin |           | Agent de maîtrise |
| Les données manquantes sont à compléter. |              |                |           |                   |

Flaignes-Havys a adhéré à la charte du parc naturel régional des Ardennes, à sa création en décembre 2011.

### Résultats des élections présidentielles
- 2002[26] : sur 121 inscrits au second tour, il y a eu 17 abstentions (14,05 %), 2 votes blancs ou nuls (1,65 %) et 102 votes exprimés (84,30 %). Ont obtenu :
  - Jacques Chirac (UMP) : 70 voix (68,63 %). Candidat élu au niveau national.
  - Jean-Marie Le Pen (FN) : 32 voix (31,37 %).
- 2007[26] : sur 112 inscrits au second tour, il y eut 11 abstentions (9,82 %), 2 votes blancs ou nuls (1,79 %) et 99 votes exprimés (88,39 %). Ont obtenu :
  - Nicolas Sarkozy (UMP) : 76 voix (76,77 %). Candidat élu au niveau national.
  - Ségolène Royal (PS) : 23 voix (23,23 %).
- 2012[26] : sur 114 inscrits au second tour, il y eut 26 abstentions (22,81 %), 8 votes blancs ou nuls (7,02 %) et 80 votes exprimés (70,18 %). Ont obtenu :
  - Nicolas Sarkozy (UMP) : 60 voix (75 %).
  - François Hollande (PS) : 20 voix (25 %). Candidat élu au niveau national.

## Démographie
L'évolution du nombre d'habitants est connue à travers les recensements de la population effectués dans la commune depuis 1793. Pour les communes de moins de 10 000 habitants, une enquête de recensement portant sur toute la population est réalisée tous les cinq ans, les populations de référence des années intermédiaires étant quant à elles estimées par interpolation ou extrapolation. Pour la commune, le premier recensement exhaustif entrant dans le cadre du nouveau dispositif a été réalisé en 2005.

En 2022, la commune comptait 92 habitants, en évolution de −23,33 % par rapport à 2016 (Ardennes : −2,97 %, France hors Mayotte : +2,11 %).
| 1793 | 1800 | 1806 | 1821 | 1831 | 1836 | 1841 | 1846 | 1851 |
| ---- | ---- | ---- | ---- | ---- | ---- | ---- | ---- | ---- |
| 276  | 313  | 328  | 316  | 324  | 315  | 355  | 370  | 336  |

| 1866 | 1872 | 1876 | 1881 | 1886 | 1891 | 1896 | 1901 | 1906 |
| ---- | ---- | ---- | ---- | ---- | ---- | ---- | ---- | ---- |
| 308  | 285  | 280  | 274  | 273  | 252  | 246  | 232  | 218  |

| 1911 | 1921 | 1926 | 1931 | 1936 | 1946 | 1954 | 1962 | 1968 |
| ---- | ---- | ---- | ---- | ---- | ---- | ---- | ---- | ---- |
| 237  | 200  | 194  | 197  | 189  | 196  | 171  | 145  | 140  |

| 1975 | 1982 | 1990 | 1999 | 2005 | 2006 | 2010 | 2015 | 2020 |
| ---- | ---- | ---- | ---- | ---- | ---- | ---- | ---- | ---- |
| 167  | 160  | 133  | 132  | 121  | 120  | 114  | 119  | 96   |

| 2022 | - | - | - | - | - | - | - | - |
| ---- | - | - | - | - | - | - | - | - |
| 92   | - | - | - | - | - | - | - | - |

## Culture locale et patrimoine

### Lieux et monuments
L'église Saint-Laurent de Flaignes est une église fortifiée, construite en pierres jaunes des Ardennes, avec tour adjacente et canonnière. L'église Saint-Géry d'Havys est également une église fortifiée. Ces deux édifices font partie des églises fortifiées de Thiérache.

### Héraldique
| Blason de Flaignes-Havys | Blason  | D’azur à la fasce d’argent chargée d’un annelet de gueules accosté de deux mouchetures d’hermine de sable, accompagnée en chef d’une croix d’argent, et en pointe de deux clés de même passées en sautoir. |
| Blason de Flaignes-Havys | Détails | Création Jean-Jacques Baron. Adopté le 1er juillet 2011. |

## Pour approfondir